# あしたこそ
『あしたこそ』は、1968年4月1日から1969年4月5日まで放送されたNHK「連続テレビ小説」第8作のテレビドラマ。同シリーズにおいて初めてカラー化された作品である。全315回。

## 概要
大学入学、卒業、就職、結婚と色々な転機を、人一倍のファイトと行動力をもって切り開いていく主人公・摂と、彼女を理解しようとする両親を中心に、世代の異なる人々の姿を明るく描いた。
連続テレビ小説で初めて橋田壽賀子が脚本を手掛けた作品である。
放送期間平均視聴率は44.9%、最高視聴率は55.5%を記録した（ビデオリサーチ調べ、関東地区・世帯）。
本作からはカラー放送になり、この時代の映像編集方法であったテレビ画面をフィルムで撮影するキネコは、カラーになると当時の技術では画質の劣化が著しく、白黒では可能であったがカラーでは放送に堪えなかった。そのため、前作「旅路」まで制作されたキネコ編集の特集版は本作以降制作されず、NHKには記録用に残された第315回（最終回）の1回分しか現存していない。
NHK番組公開ライブラリーと放送ライブラリーでは最終回が公開。

## キャスト
香原摂子
演 - 藤田弓子
ヒロイン
香原ふみ
演 - 中畑道子
摂子の母。
香原豊一郎
演 - 中村俊一
摂子の父。
香原大輔
演 - 原田清人
摂子の兄。
玲子
演 - 青山眉子
摂子の兄嫁。
一郎
演 - 米倉斉加年
摂子の夫。
重宗恒有
演 - 佐分利信
画家。
花山吾郎
演 - 井上昭文
弓
演 - 露原千草
弥平
演 - 宮坂将嘉
えん
演 - 細川ちか子
良二
演 - 菅井一郎
忠義
演 - 高桐真
岡村
演 - 清水元
たつ
演 - 中北千枝子
明
演 - 田中勝
花山吾郎
演 - 井上昭文
その他
演 - 久米明、上田忠好、浦辺粂子、赤座美代子、信欣三、根上淳、東山千栄子、フランキー堺

## スタッフ
- 原作 - 森村桂[2][5]（『天国にいちばん近い島』『違っているかしら』）
- 脚本 - 橋田壽賀子[2][5]、中沢昭二[2]
- 音楽 - 桑原研郎[2][5]
- イメージソング - 「あしたこそ」（歌 - 倍賞千恵子）
- 制作 - 硲光臣[5]
- 演出 - 岸田利彦[5]
- 語り - 川久保潔[5]